# Lygodactylus kimhowelli
Lygodactylus kimhowelli es una especie de gecko del género Lygodactylus, familia Gekkonidae. Fue descrita científicamente por Pasteur en 1995.
Se distribuye por Tanzania. Esta especie es endémica del bosque Kimboza. El dorso de Lygodactylus kimhowelli es de color azul.